# Levadura

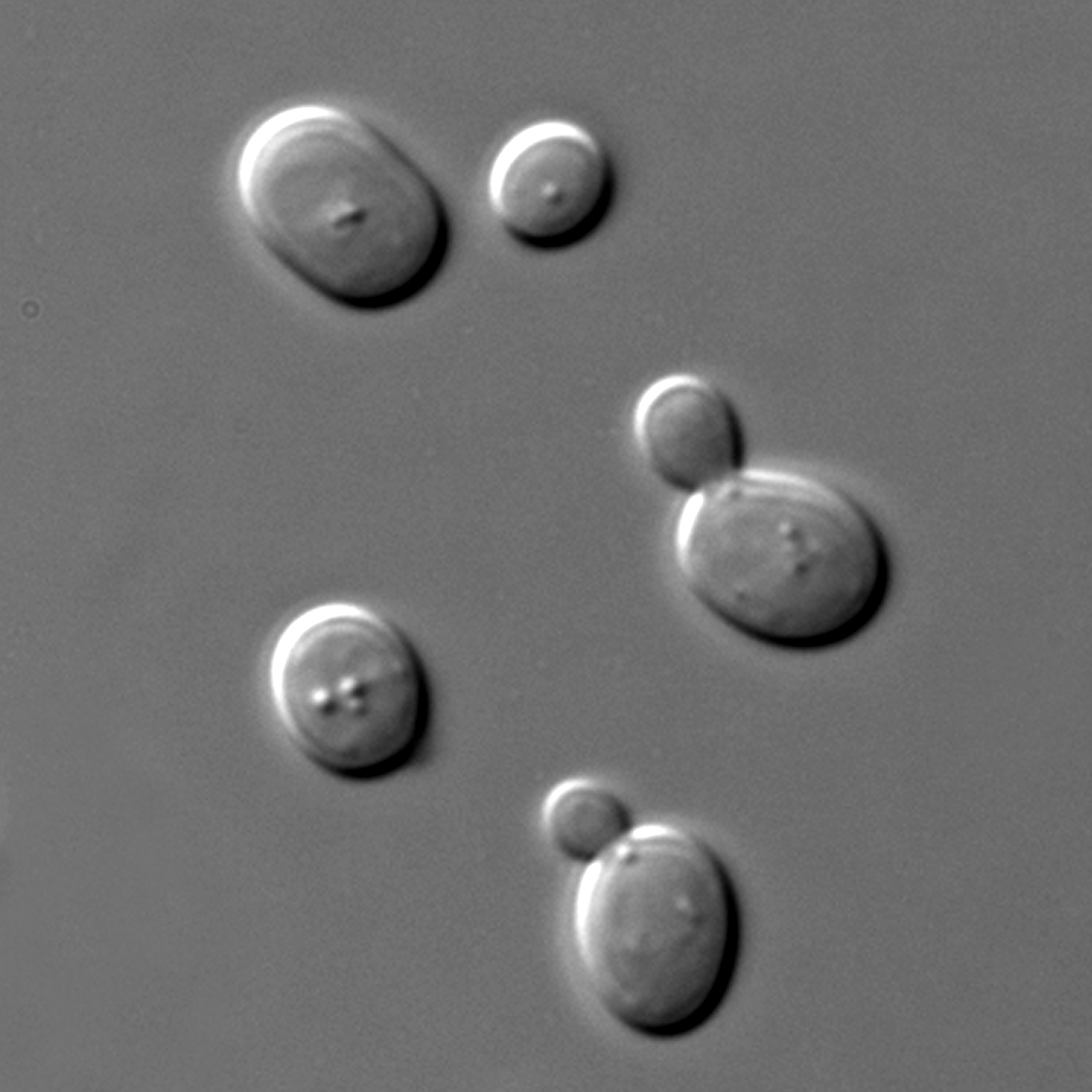
Saccharomyces cerevisiae, levadura modelo.

Estructura de la célula de levadura

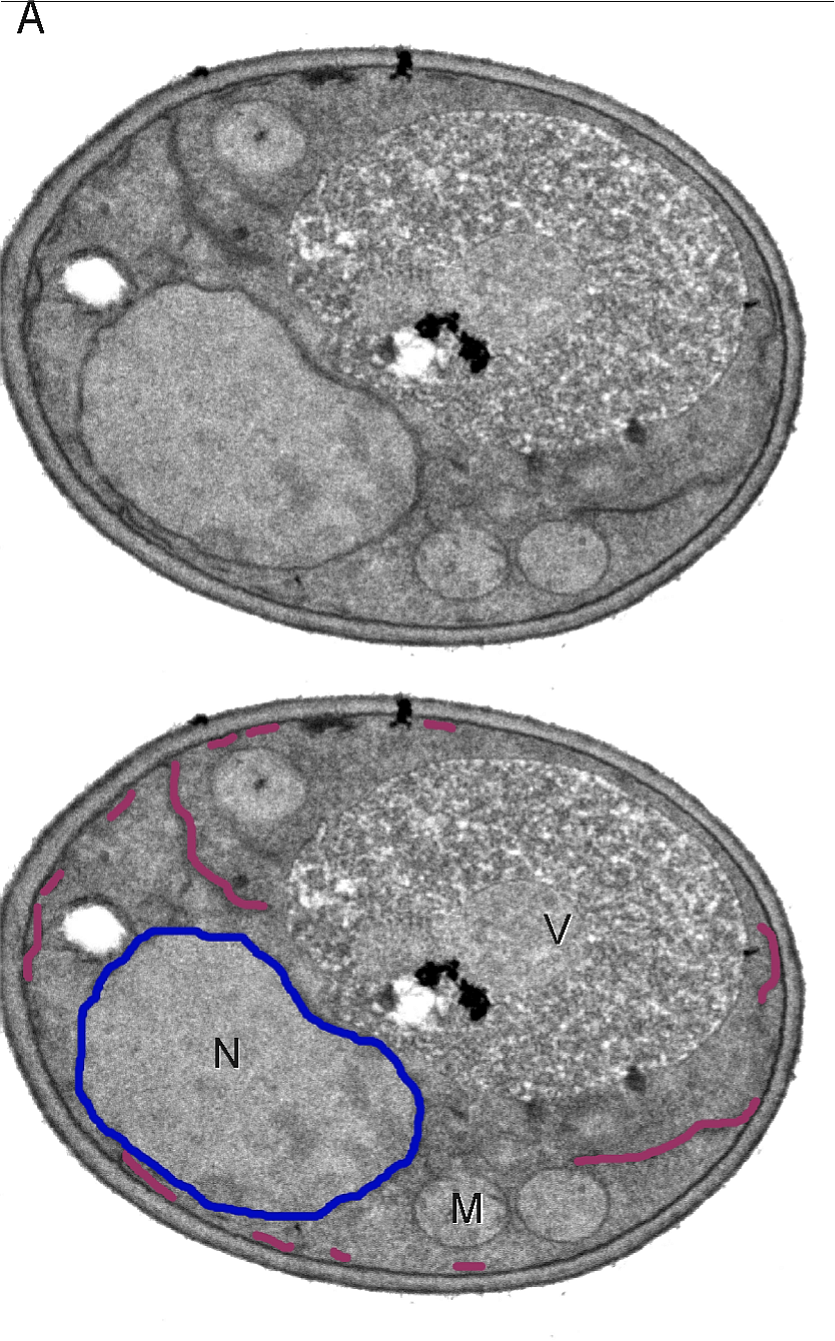
Levadura célula. N= Núcleo, M= mitocondria, V=Vesículas, rojo=Retículo endoplásmico, azul=Envoltura nuclear. Microscopio electrónico.

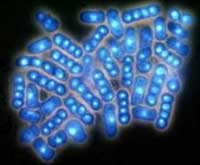
Microfotografía de levadura

Se denomina levadura o fermento a cualquiera de los hongos microscópicos unicelulares, que en su ciclo de vida tengan de manera de obtención de ATP la fermentación en situaciones anaeróbicas y en aeróbicas realizar la respiración celular (son anaerobias facultativas). Generalmente son caracterizados por dividirse asexualmente por gemación o bipartición y por tener estados sexuales que no están adjuntos a un micelio o conjunto de hifas. Sin embargo algunas levaduras como Candida pueden formar cadenas de células en ciernes conectadas, conocidas como pseudohifas. Con su hábito de crecimiento unicelular, las levaduras pueden contrastarse con mohos que producen hifas. Existen hongos que pueden tener ambos estados en su ciclo de vida y en ese caso se denominan hongos dimórficos.
Aunque en algunos textos de botánica se considera que las levaduras «verdaderas» pertenecen solo a la división Ascomycota, desde una perspectiva microbiológica se ha denominado levadura a todos los hongos con predominio de una fase unicelular en su ciclo de vida, incluyendo a los hongos basidiomicetos. Las levaduras en Ascomycota se clasifican principalmente en la subdivisión Saccharomycotina y las clases Schizosaccharomycetes, Pneumocystidomycetes, Eurotiomycetes, Dothideomycetes; en Basidiomycota se clasifican en las clases Cystobasidiomycetes, Microbotryomycetes, Tremellomycetes y la subdivisión Ustilaginomycotina. También se encuentran hongos unicelulares en las divisiones Chytridiomycota y Rozellomycota.[cita requerida]
Las levaduras son importantes por su capacidad para realizar la descomposición mediante fermentación (predominantemente alcohólica) de diversos compuestos orgánicos, principalmente los azúcares o hidratos de carbono, produciendo distintas sustancias. Una de las levaduras más conocidas es la especie: Saccharomyces cerevisiae. Esta levadura tiene la facultad de crecer en forma anaerobia realizando la fermentación alcohólica. Por esta razón se emplea en muchos procesos de fermentación industrial, de forma similar a la levadura química, por ejemplo en la producción de cerveza, vino, hidromiel, pan, antibióticos, etc. Además producen enzimas capaces de descomponer diversos sustratos, principalmente azúcares, y alguna estructura proteíca.[cita requerida]
La levadura es la primera célula eucariota en la que se ha intentado expresar proteínas recombinantes, debido a que es de fácil uso industrial: es barata, cultivarla es sencillo y se duplica cada 90 minutos en condiciones nutritivas favorables. Además, es un organismo fácil de modificar genéticamente, lo que permite realizar experimentos en varios días o semanas. Sin embargo, las levaduras poseen un mecanismo de glicosilación diferente al que se encuentra en células humanas, por lo que los productos son 
inmunogénicos.[cita requerida]

## Hábitat
Las levaduras suelen estar presentes en los suelos, rocas y ambientes acuáticos como ríos y mares, en las hojas de las plantas, en frutos, en la piel de los animales donde también forman parte de la microbiota, sobre otros hongos macroscópicos como las setas y alimentos donde se utilicen como fermento. En cuanto a su modo de vida pueden ser saprótrafos o parásitos ya sea de plantas, animales u otros hongos. Ejemplos de levaduras patógenas para el ser humano son Candida, Pneumocystis, Cryptococcus, entre otros.
En cuanto a su nutrición y metabolismo las levaduras son quimioorganótrofas, ya que utilizan compuestos orgánicos como fuente de energía y no necesitan la luz solar para crecer. Obtienen carbono principalmente de azúcares hexosas, como la glucosa y la fructosa o disacáridos como la sacarosa y la maltosa. Algunas especies pueden metabolizar azúcares de pentosa como la ribosa, alcoholes y ácidos orgánicos. Las especies de levadura requieren oxígeno para la respiración aeróbica (aerobios obligados), pero también tienen métodos facultativos de producción de energía (anaerobios facultativos). A diferencia de las bacterias, ninguna especie de levadura conocida crece solo de forma anaeróbica (anaerobios obligados). La mayoría de las levaduras crecen mejor en un entorno de pH neutro o ligeramente ácido. Las levaduras varían en cuanto al rango de temperatura en el que crecen mejor. Por ejemplo, Leucosporidium frigidum crece de -2 a 20 °C (28 a 68 °F), Saccharomyces telluris de 5 a 35 °C (41 a 95 °F) y Candida slooffi de 28 a 45 °C (82 a 113 °F). Las células pueden sobrevivir a la congelación bajo ciertas condiciones, y la viabilidad disminuye con el tiempo.
Las levaduras se reproducen asexualmente por gemación o brotación y sexualmente mediante ascosporas o basidioesporas. Durante la reproducción asexual, una nueva yema surge de la levadura madre cuando se dan las condiciones adecuadas, tras lo cual la yema se separa de la madre al alcanzar un tamaño adulto. En condiciones de escasez de nutrientes las levaduras que son capaces de reproducirse sexualmente formaran esporas. Las levaduras que no son capaces de recorrer el ciclo sexual completo se clasifican dentro del género Candida.

## Evolución
Según datos moleculares y biodivérsicos, las levaduras evolucionaron de ancestros pluricelulares especialmente debido a que pertenecen a los ascomicetos y basidiomicetos donde la mayoría de los hongos son pluricelulares o dimórficos y porque en la mayoría de los análisis moleculares ocupan posiciones junto con hongos más complejos. 
Los ancestros de las levaduras pudieron haber sido mohos que redujeron su pluricelularidad por causa de su parasitismo u hongos dimórficos que se adaptaron a vivir en un estado predominantemente unicelular. Las levaduras no forman un grupo monofilético, por tanto estos procesos se dieron varias veces en diferentes linajes de ascomicetos y basidiomicetos.

## Genoma

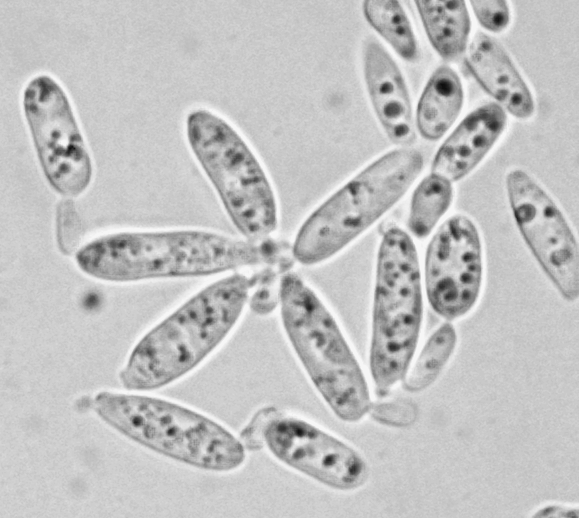
Meredithblackwellia eburnea.

El llamado genoma de las levaduras está compuesto por aproximadamente 12 156 677 pares de bases y 6275 genes organizados de manera compacta en 16 cromosomas variando en tamaño de 200 a 2200 Kb, en los cuales como resultado del análisis se localizaron un total de 6183 marcos de lectura abiertos (ORF) y se encontraron 5800 genes para la codificación de proteínas. El tamaño promedio de los genes de las levadura es de 1.45 kb o 483 codones y solamente el 3.8 % de los ORFs contienen intrones. El ARN ribosomal se encuentra codificado por 120 secuencias repetitivas en tándem en el cromosoma, en tanto que existen 262 genes que codifican para ARNs de transferencia, 80 de los cuales poseen intrones. Los cromosomas contienen elementos genéticos móviles como plásmidos (siendo este un caso especial de eucariotas que presentan este elemento) y retrotransposones (subclase de transposones) que varían en número y posición en las diferentes cepas, aun cuando la mayoría de las cepas de laboratorio poseen aproximadamente 30 elementos.
El ADN mitocondrial también puede considerarse parte del genoma de la levadura. Este ADN codifica para los componentes de la maquinaria traduccional de las mitocondrias y aproximadamente el 15 % de las proteínas mitocondriales. Existen mutantes que carecen de ADN mitocondrial, estas se denominan ro y carecen de los polipéptidos que se sintetizan en los ribosomas mitocondriales. Estas mutantes son incapaces de llevar a cabo el metabolismo respiratorio, pero son viables y capaces de fermentar sustratos como la glucosa. El plásmido circular 2 μ, se encuentra presente en la mayoría de las levaduras hasta la fecha no se ha encontrado una función para este plásmido salvo su propia replicación y transferencia genética.
Prácticamente todas las levaduras contienen virus de ARN de doble cadena presentes como elementos virales endógenos que constituyen el 0.1 % del genoma y codifican para generar las toxinas defensivas. Además se ha detectado la presencia de otros agentes infecciosos como los priones (proteínas PrPSc) los cuales desempeñan la función de regulación metabólica del nitrógeno. Los priones de levaduras también llamados "fúngicos" no se convierten en patógenos a diferencia de lo que sucede con los priones de mamíferos.
Se estima que el 31 % de los genes de levaduras tienen homólogos con los del genoma humano.

## Proceso de la fermentación de la levadura
Existen 2 tipos de fermentación: alcohólica y láctica.

### Alcohólica
La fermentación alcohólica es un proceso biológico de fermentación en ausencia de oxígeno (O2), originado por la actividad de algunos microorganismos como levaduras y bacterias que procesan los azúcares (carbohidratos) como: glucosa, sacarosa, fructosa, entre otros. Los productos finales que se obtienen de este proceso son: etanol, dióxido de carbono, NAD+ y 2 ATP.
La fermentación alcohólica produce muy poca energía neta: 2 ATP por cada piruvato obtenido de la glicólisis. Como resultado se obtiene también etanol (principal producto utilizado en las empresas productoras de vinos, cervezas y vinagre) y dióxido de carbono (CO2).[cita requerida]
C6H12O6 + 2 Pi + 2 ADP + 2 NAD → 2 CH3-CH2OH + 2 CO2 + 2 ATP + 2 NAD 

### Láctica
La fermentación láctica ocurre en algunos protozoos y en tejidos animales. Su principal uso se da en la obtención de quesos, yogur, salsa de soja, y otros productos derivados de la leche. 
En los tejidos animales, se produce ácido láctico (o lactato) a partir del piruvato. En células musculares, cuando el suministro y las reservas de oxígeno (mioglobina) se agotan durante ejercicios físicos extenuantes, el piruvato deja de ingresar a las mitocondrias (ingresa en presencia de O2 para obtener energía) y comienza la fermentación láctica (anaerobia). Las grandes cantidades de lactato son las responsables de la fatiga y dolor muscular.[cita requerida]
- Glucólisis:

Glucosa (C6H12O6) + 2 ADP + 2 Pi + 2 NAD {\displaystyle {\ce {->}}} 2 Piruvato (C3H4O3) + 2 ATP + 2 NADH + 2 H+ + 2 H2O 
- Reducción del piruvato a lactato:

2 Piruvato (C3H4O3) + 2 NADH + 2 H+ {\displaystyle {\ce {->}}} 2 Lactato (C3H6O3) + 2 NAD 
La fermentación de un mol de glucosa genera dos moles de ácido láctico.

## Usos
Las propiedades fisiológicas de la levadura han llevado su uso al campo de la biotecnología. La fermentación de azúcares (carbohidratos) por la levadura es la aplicación más grande y antigua de esta tecnología. Se utilizan muchos tipos de levaduras para hacer muchos alimentos: la levadura de panadería en la producción de pan, levadura de cerveza en la fermentación de la cerveza y la levadura en la fermentación del vino y para la producción de xilitol. La llamada levadura del arroz rojo es en realidad un moho, el Monascus purpureus. Las levaduras incluyen algunos de los organismos más ampliamente usados como modelo para la genética y la biología celular.[cita requerida]

## Tipos de levadura

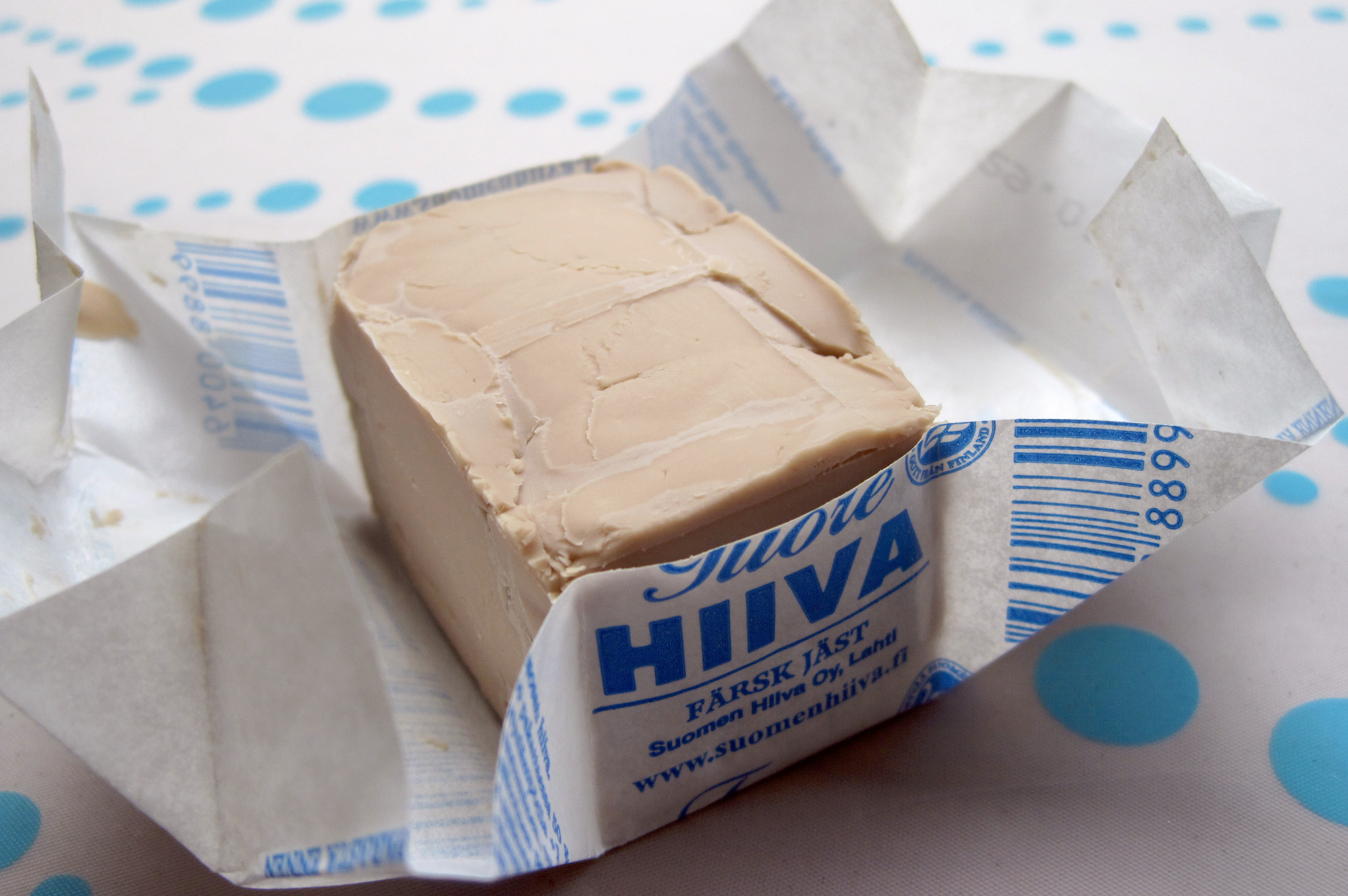
Un bloque de levadura fresca comprimida

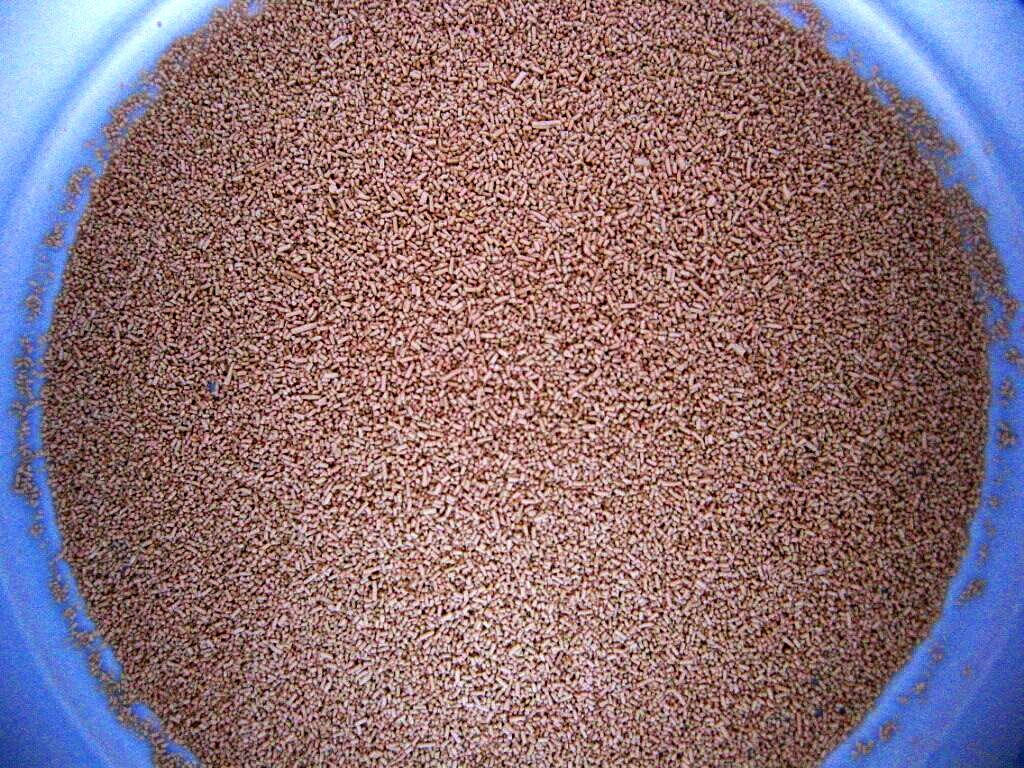
Levadura seca (también denominada deshidratada) activa, una forma granulada en la que la levadura se vende comercialmente.

La levadura, siendo la más común la S. cerevisiae, se utiliza en panadería (para hacer pan, masa de pizza, bollos o brioches) como un agente de fermentación, que convierte los compuestos fermentables presentes en la masa en gas dióxido de carbono. Esto hace que la masa se expanda o aumente, a medida que el gas forma burbujas o bolsillos. Cuando se hornea la masa, la levadura muere y las bolsas de aire quedan "fijadas", dando al producto horneado una textura suave y esponjosa. El uso de las patatas, agua de ebullición de patata, huevos o azúcar en una masa de pan, acelera el crecimiento de las levaduras. La mayoría de las levaduras utilizadas en panadería y pastelería son de la misma especie que las usadas en la fermentación alcohólica. Además, el Saccharomyces exiguus (también conocido como S. minor), una levadura silvestre que se encuentra en plantas, frutas y granos, se utiliza ocasionalmente en panadería. En la panificación, la levadura inicialmente respira aeróbicamente, produciendo dióxido de carbono y agua. Cuando el oxígeno se agota, la fermentación empieza, produciendo etanol como un producto de desecho; no obstante, este se evapora durante el horneado.[cita requerida]
No se sabe cuándo se utilizó por primera vez la levadura para hacer pan. Sin embargo, el primer registro que muestra este uso, proviene del Antiguo Egipto. Los investigadores especulan en relación con una mezcla de comida de harina y agua, comida que fue dejada más tiempo del habitual en un día cálido y las levaduras que se producen en los contaminantes naturales de la harina ocasionaron que fermentara antes de hornear. El pan resultante habría terminado siendo más ligero y más sabroso que la torta plana y dura habitual.[cita requerida]
Hoy en día, hay varios minoristas de levadura de panadería; uno de los más conocidos en América del Norte es la levadura de Fleischmann, que fue desarrollada en 1868. Durante la Segunda Guerra Mundial, Fleischmann desarrolló una levadura activa seca y granulada, que no requiere refrigeración, que tenía una vida útil más larga que la levadura fresca (más de un año frente a un mes, aproximadamente) y que se levantaba dos veces más rápido.[cita requerida]
La levadura de panadero también se vende como levadura fresca comprimida en una "torta" cuadrada. Esta forma perece rápidamente, por lo que debe ser utilizada en un corto plazo después de la producción. Se puede utilizar una solución débil de agua y azúcar para determinar si ha caducado la actividad de la levadura. En la solución, la levadura activa espumará y hará burbujas, ya que fermenta el azúcar en etanol y dióxido de carbono. Algunas recetas se refieren a esto como prueba de la levadura, ya que comprueba la viabilidad de la levadura antes de añadirla a la preparación. Cuando se utiliza una masa madre de arranque, se añade la harina y el agua en lugar del azúcar; esto se conoce como prueba de la esponja.[cita requerida]
Cuando se utiliza la levadura para hacer pan, se mezcla con la harina, la sal y el agua caliente o leche. La masa se amasa hasta que esté suave, y luego se deja levantar, a veces hasta que duplique su tamaño. Entonces se divide y se le da forma. Algunas masas de pan se amasan de nuevo tras la primera subida y se dejan crecer de nuevo (es lo que se denomina levantamiento), tras lo cual se ponen en el horno. No obstante, un tiempo de levantamiento más largo da un mejor sabor, pero la levadura puede dejar de subir el pan en las etapas finales si se deja mucho tiempo al principio.[cita requerida]
Las recetas para máquinas de pan suelen hacer referencia a la levadura seca; no obstante, una masa madre (húmeda) también puede funcionar.